# Pseudoxenodontidae
Famille
Synonymes
- Pseudoxenodontinae McDowell, 1987

Les Pseudoxenodontidae sont une famille de serpents. Elle a été décrite par Samuel Booker McDowell en 1987.

## Répartition
Les espèces de ce genre se rencontrent dans le sud-est de l'Asie.

## Liste des genres
Selon The Reptile Database (9 avril 2013) :
- genre Plagiopholis Boulenger, 1893
- genre Pseudoxenodon Boulenger, 1890

## Taxinomie
Cette famille était par le passé considérée comme une sous-famille des Colubridae.

## Publication originale
- McDowell, 1987 : Systematics in Snakes: ecology and evolutionary biology, vol. 1-529.